# Mathias Florén
Mathias Florén (* 11. August 1976 in Söderhamn) ist ein schwedischer Fußballspieler. Der Abwehr- und Mittelfeldspieler, der mehrere Jahre in den Niederlanden spielte, lief 2001 zweimal für die schwedische Nationalmannschaft auf.

## Werdegang

### Karrierebeginn in Schweden und Nationalmannschaft
Florén spielte in der Jugend bei Marma IF. Für den Klub debütierte er bereits als Fünfzehnjähriger 1991 in der Division V. In zwei Spielzeiten kam er in 43 Spielen auf 19 Tore und wurde daher 1993 vom Drittligisten Alnö IF verpflichtet. Auch hier blieb er zwei Jahre und schloss sich 1995 dem Zweitligisten GIF Sundsvall an.
Nachdem ihm in der Spielzeit 1996 neun Tore in der zweiten Liga gelungen waren, wechselte Florén in der folgenden Spielzeit in die Allsvenskan zu IFK Norrköping. Auch hier konnte er sich als Stammkraft etablieren und verpasste in den Spielzeiten 1998, 1999 und 2000 kein Saisonspiel.
Daraufhin wurde Florén im Frühjahr 2001 in die Nationalmannschaft berufen. In einer aus Spielern der nordeuropäischen Ligen bestehenden Landesauswahl musste er am 1. Februar des Jahres an der Seite anderer Debütanten wie Sharbel Touma oder Kennedy Bakırcıoğlu eine 0:1-Niederlage gegen die finnische Auswahl hinnehmen. Eine Woche später bestritt er beim 4:1-Erfolg über Thailand im Rahmen des King’s Cup zum zweiten und letzten Mal ein Spiel im schwedischen Nationaljersey. In der anschließenden Spielzeit landete er mit seinem Verein nur auf dem Relegationsplatz, in den Entscheidungsspielen konnte jedoch Mjällby AIF bezwungen und der Klassenerhalt geschafft werden.

### Auslandserfahrung und Rückkehr nach Schweden
Nach Abschluss der Spielzeit wechselte Florén in die niederländische Ehrendivision und lief bereits im November für seinen neuen Arbeitgeber, den FC Groningen, in der Liga auf. In seiner Debütsaison verhalf er dem Verein in 18 Saisonspielen, in denen er mitwirkte, zum Klassenerhalt. Als Stammspieler sorgte er auch unter dem im Oktober 2002 verpflichteten Trainer Ron Jans in den folgenden Jahren dafür, dass sich die Mannschaft knapp vor den Abstiegsplätzen hielt.
Mit 25 Einsätzen in der Spielzeit 2006/07 gehörte er zum Kreis der Spieler, die überraschend den vormaligen Abstiegskandidaten auf den fünften Tabellenrang führte. An der Seite seines Landsmann Rasmus Lindgren zog er mit der Mannschaft in die Play-offs um einen Platz in der Qualifikationsrunde zur UEFA Champions League ein. Zwar kam er dort nicht zum Einsatz, konnte sich dennoch über den Einzug in den UEFA-Pokal freuen. Der Verlust des Stammplatzes machte sich auch zu Beginn der folgenden Spielzeit bemerkbar und er kam hauptsächlich als Einwechselspieler zum Einsatz.
Zum 1. Januar 2007 kehrte Florén nach etwas mehr als fünf Jahren beim FC Groningen in die Allsvenskan zurück und wechselte zu IF Elfsborg. Aufgrund einer Knieverletzung kam er jedoch in der Spielzeit 2007 nur zu zehn Einsätzen. In der folgenden Spielzeit etablierte er sich beim mehrfachen schwedischen Meister als Stammkraft. An der Seite von Teddy Lučić, Daniel Mobaeck und Jari Ilola verpasste er nur zwei der 30 Saisonspiele und erreichte mit dem Klub die Vizemeisterschaft hinter Kalmar FF. Zudem zog er im Sommer mit der Mannschaft über den UEFA Intertoto Cup in den UEFA-Pokal 2008/09 ein, scheiterte aber mit der Mannschaft auf Anhieb am irischen Klub St Patrick’s Athletic. Auch in der folgenden Spielzeit war Florén Stammkraft, erneut zog er mit dem Klub als Tabellendritter in den Europapokal ein. In der UEFA Europa League 2009/10 verpasste er mit der Mannschaft gegen Lazio Rom in den Play-off-Spielen den Einzug in die Gruppenphase, während er zum Ende der Spielzeit 2010 mit dem Klub an der Seite von Denni Avdić, Daniel Mobaeck und Martin Ericsson den vierten Tabellenrang belegte.
Anfang 2011 kehrte Florén zu IFK Norrköping zurück. Beim Erstligaaufsteiger unterschrieb er im Dezember 2010 einen Drei-Jahres-Vertrag. Als Stammspieler war er einer der Garanten, dass der mehrfache Landesmeister sich nach dem Wiederaufstieg Ende 2009 in der Allsvenskan etablierte und dabei die Spielzeit 2012 sogar auf dem fünften Tabellenplatz beenden konnte. Im Sommer 2013 verlängerte der Klub daher seinen Vertrag um zwei Jahre, parallel sollte er in die sportliche Leitung eingeführt werden. In der Spielzeit 2014 arbeitete er als Individualtrainer und blieb als Stand-by-Profi der Mannschaft erhalten, kam aber bis zum Sommer zu keinem weiteren Spieleinsatz. Daher gab ihn der Klub leihweise an den Kooperationspartner IF Sylvia ab, seine Trainertätigkeit beim IFK Norrköping führte er jedoch weiter aus.